# Мошна-Весь
Мошна-Весь (пол. Moszna-Wieś) — село в Польщі, у гміні Брвінув Прушковського повіту Мазовецького воєводства.
Населення — 284 особи (2011).
У 1975-1998 роках село належало до Варшавського воєводства.

## Демографія
Демографічна структура станом на 31 березня 2011 року:
|          | Загалом | Допрацездатний вік | Працездатний вік | Постпрацездатний вік |
| -------- | ------- | ------------------ | ---------------- | -------------------- |
| Чоловіки | 144     | 22                 | 109              | 13                   |
| Жінки    | 140     | 28                 | 66               | 46                   |
| Разом    | 284     | 50                 | 175              | 59                   |